# Rifugio Nello Conti
Il Rifugio Nello Conti, o semplicemente rifugio Conti, è un rifugio situato nel comune di Massa in località Ai Campaniletti, nelle Alpi Apuane, a 1.442 m s.l.m.
Il rifugio è di proprietà del CAI, sezione di Massa, che lo ha inaugurato nel 1993, dopo otto anni di lavoro volontario e in gran parte manuale dei soci e degli abitanti dei limitrofi villaggi di Resceto, Forno e Casette. 
L'edificio si trova in un punto ottimale da dove compiere la traversata della Via Vandelli e l'ascensione di numerose vette delle Alpi Apuane ed è una delle tappe del Sentiero Italia nella variante che attraversa le Alpi Apuane. 
Il rifugio ha ricevuto il riconoscimento di "Esercizio consigliato dal Parco per le sue scelte eco-compatibili"

## Accessi
L'accesso avviene da Resceto tramite la Via Vandellii tramite i sentiero CAI n° 164 e 165 (2 ore e 30 minuti, per escursionisti esperti) o da Vagli (3 ore e 30 minuti). 
Il rifugio dista circa 2 ore e 30 minuti dal rifugio Orto di Donna e circa 1 ora e 30 minuti dal bivacco Aronte.

## Ascensioni
- Monte Tambura - 1.895 m s.l.m.
- Monte Pisanino - 1.946 m s.l.m.
- Monte Sella - 1.739 m s.l.m.
- Monte Cavallo - 1.895 m s.l.m.
- Monte Alto di Sella - 1.723 m s.l.m.
- Monte Contrario - 1.789 m s.l.m.